# Il silenzio
 (octobre 2023).
Si vous disposez d'ouvrages ou d'articles de référence ou si vous connaissez des sites web de qualité traitant du thème abordé ici, merci de compléter l'article en donnant les références utiles à sa vérifiabilité et en les liant à la section « Notes et références ».
Clip vidéo
(it) [vidéo] « Nini Rosso, "Il Silenzio" », sur YouTube
Il silenzio (« Le silence ») est un morceau instrumental, avec un court texte parlé en italien, connu pour son thème de trompette. Il a été écrit en 1964 par le trompettiste Nini Rosso, sa mélodie thématique étant une extension de la même sonnerie de cavalerie italienne appelée Silenzio fuori Ordinanza utilisée par le compositeur russe Tchaïkovski pour ouvrir son Capriccio italien (souvent confondu avec la sonnerie américaine, appelée Taps).

## Le morceau

### Succès
Le morceau est devenu un standard instrumental mondial et a vendu à environ 10 000 000 d'exemplaires. Ce fut un succès no 1 en Italie, Allemagne, Autriche et Suisse, et se vendit à plus de 5 000 000 d'exemplaires à la fin de 1967. Le trompettiste Nini Rosso reçut un disque d'or,,.
Le 9 janvier 1965, la pièce atteint la 2e place en Australie et reste dans les charts pendant 19 semaines, et au Royaume-Uni atteint la 8e place du classement Billboard Easy Listening. Au Canada, la pièce atteint la 24e place des charts RPM Adult Contemporary.

### Paroles parlées
Il silenzio contient ces lignes parlées :
| Paroles en italien                                                             | Traduction en français                                                       |
| ------------------------------------------------------------------------------ | ---------------------------------------------------------------------------- |
| Buona notte, amore Ti vedrò nei miei sogni Buona notte a te che sei lontana... | Bonne nuit, amour Je te verrai dans mes rêves Bonne nuit à toi qu'es loin... |

### Origine
Il silenzio est une pièce commémorative commandée par le peuple néerlandais et jouée, pour la première fois, en 1964 à l'occasion du 20e anniversaire de la libération des Pays-Bas[réf. nécessaire].

### Usages
La pièce est l'hymne officiel du club de football slovaque Spartak Trnava. Elle se joue avant chaque match à domicile.
Une partie du morceau est également utilisée dans toutes les casernes italiennes pour signaler la fin de la journée. Elle a la même été utilisée dans l'armée hellénique.
Le morceau est également très souvent joué lors des funérailles de Pologne, Slovénie et Croatie.
La mélodie a également été adaptée pour accompagner les paroles de Day Is Gone, Gone the Sun, chantées par Brownies & Guides. Une version peut être consultée sur Day Is Done Vocal Arrangement of Taps.

#### Thèmes télévisés de la RAI
Depuis le 27 janvier 1986, on pensait que cette mélodie aurait pu être utilisée chaque nuit comme nouveau thème de clôture des émissions de la RAI-TV, en remplacement du morceau Armonie del pianeta Saturno (« Harmonies de la planète Saturne »),.

### Reprises
Les reprises célèbres du morceau sont celles de Dalida (qui l'a interprété en français, italien et allemand), Eddie Calvert (it), Roy Black, Paul Mauriat, Marijan Domić, Melissa Venema (it) et Piergiorgio Farina.
La version de la pièce du trompettiste allemand Roy Etzel (de), sans paroles, était également populaire aux États-Unis et a atteint la 140e place du Billboard 200 à Noël 1965.
Une version en maori avec des paroles de George Tait, intitulée The Bridge, a été publiée par l'artiste néo-zélandais Deane Waretini (en) et a dominé les charts des singles néo-zélandais en 1981,.
En 1965, le trompettiste Al Hirt a sorti une version de la pièce en single, qui a atteint la 19ᵉ place du classement Adult Contemporary et la 96ᵉ place du Billboard Hot 100.
En 1979, une version en italien avec paroles de Albino Mammoliti, intitulée Torna, ritorna, a été publiée par le groupe italien Santarosa (it), et a également rencontré du succès en Turquie et Allemagne.
En 2008, la soliste était une néerlandaise de 13 ans, la déjà mentionnée Melissa Venema, accompagnée par André Rieu et l'Orchestre royal du Concertgebouw.
La pièce a été publiée par le London Swing Orchestra en 2015, en tant que dernier morceau de leur 4e album et présente la trompette de Michael Lovatt, qui est maintenant le trompettiste principal du John Wilson Orchestra et BBC Big Band (Upbeat (en) – URCD266).
Le trompettiste néerlandais Rik Mol (nl) a enregistré la pièce en 2018 pour son album C'est la Vie (Universal Music Group – CD20186).
Dans le film American Sniper (2014) sur Chris Kyle de Navy Seal, le morceau a été joué à la fin du film ; lors de la projection du cortège funèbre et du service commémoratif au Cowboys Stadium d'Arlington, au Texas.

## Liste des titres

### Singles
Singles de Nini Rosso
Nord e sud
(1964) Starlight Melody
(1965)
| A. | Il silenzio                           | - Nini Rosso - Willy Brezza (it) | 3:03 |
| B. | Ho bisogno di te (Crimine a due (it)) | - Nini Rosso - Berto Pisano      | 2:54 |

| A. | Il silenzio    | - Nini Rosso - Willy Brezza | 3:03 |
| B. | Via Caracciolo | Willy Brezza                | 2:20 |

| A. | Il silenzio | - Nini Rosso - Willy Brezza | 3:03 |
| B. | Clown       | Enrico Simonetti            | 2:15 |

### L'album homonyme
Albums de Nini Rosso
Weihnachten mit Nini Rosso
(1965) Romantico
(1966)
| 1. | Il silenzio                                        | - Nini Rosso - Willy Brezza (it)     | 3:03 |
| 2. | Sinfonia (Sinfonia per un massacro)                | Michel Magne                         | 3:15 |
| 3. | Vicolo dell'amore, 43 (L'amore difficile)          | Piero Umiliani                       | 2:40 |
| 4. | La domenica                                        | - Cristiano Minellono - Gorni Kramer | 2:49 |
| 5. | Tamoure (In famiglia si spara)                     | Michel Magne                         | 2:38 |
| 6. | La ballata della tromba (Nini Rosso et son groupe) | Franco Pisano                        | 2:55 |

| 1. | La ninna nanna della tromba           | - Nini Rosso - Gianni Ferrio                               | 3:16 |
| 2. | Evelyne                               | - Nini Rosso - Franco Pisano                               | 2:55 |
| 3. | Ho bisogno di te (Crimine a due (it)) | - Nini Rosso - Berto Pisano                                | 2:54 |
| 4. | Trumpet tamoure                       | - Nini Rosso - Franco Pisano                               | 2:30 |
| 5. | Tango balordo (Mondo balordo (it))    | - Nini Rosso - Luciano Zuccheri                            | 2:27 |
| 6. | Concerto disperato (Marcia o crepa)   | - Silvana Simoni - Nini Rosso - Angelo Francesco Lavagnino | 3:00 |

## Classements
| Classement (1964-'67)                | Meilleure position |
| ------------------------------------ | ------------------ |
| Autriche (Ö3 Austria Top 40)         | 1                  |
| Belgique (Ultratop 50 Flandre)       | 1                  |
| Belgique (Ultratop 50 Wallonie)      | 2                  |
| Italie (Musica e dischi)             | 1                  |
| Pays-Bas (Dutch Top 100)             | 2                  |
| Norvège (VG-lista)                   | 4                  |
| UK Singles Chart (OCC)               | 8                  |
| Allemagne de l'Ouest (Media Control) | 1                  |

### Sources
1. ↑  (it) Gino Castaldo, Il Dizionario della canzone italiana, Armando Curcio, 1990.
2. ↑  (en) Joseph Murrels, The Book of Golden Discs, vol. 2, Londres, Barrie and Jenkins, 1978, 195–196 (ISBN 0-214-20480-4, lire en ligne ).
3. ↑  (it) « Titolo, recensione e storia del brano » (consulté le 19 novembre 2024).
4. ↑  (en) Joseph Murrels, The Book of Golden Discs, 1978 (ISBN 0-214-20480-4).
5. ↑  (en) « RPM Top 25 AC - January 24, 1966 ».
6. ↑  (en) Rick Tocquigny, Life Lessons from Veterans, Rowman & Littlefields, 2015 (ISBN 978-1-63076-136-3, lire en ligne), p. 125.
7. ↑  (sk) « Info FC Spartak Trnava », sur Wayback Machine, 12 mai 2009. Archivé de the original le 2011-08-12.
8. ↑  The Official website of FC Spartak Trnava (in Slovak).
9. ↑  The Official site of the Italian army.
10. ↑  (en) [vidéo] « Day Is Done Vocal Arrangement of Taps », sur YouTube, 9 octobre 2011 (consulté le 19 novembre 2024).
11. ↑  (it) [vidéo] « Roberto Lupi, "Armonie del pianeta Saturno" – Sigla di chiusura RAI 1954-1986 », sur YouTube, 11 novembre 2014 (consulté le 19 novembre 2024).
12. ↑  (sr) Miloš Šegrt, « Jedna Pesma - Jedna Priča (Il Silenzio) » (consulté le 19 novembre 2024).
13. ↑  New Zeland Herald, 25 julliet 2015 Songs that took Te Reo into the Pop Charts, Deane Waretini - The Bridge.
14. ↑  charts.org.nz – New Zealand charts portal.
15. ↑  "The Silence (Il Silenzio)" Chart Positions.
16. ↑  (it) [vidéo] « Santarosa, "Torna, ritorna (Il silenzio)" », sur YouTube, 17 mars 2013 (consulté le 21 novembre 2024).
17. ↑  (en) « Santarosa – Torna, Ritorna (Il Silenzio) », sur Discogs (consulté le 19 novembre 2024).
18. ↑  (nl) « Melissa bij André Rieu en zijn Johann Strauss-orkest », De Zaankanter, 19 mars 2008 (consulté le 19 novembre 2024).
19. 1 2  (en) « Nini Rosso – Il Silenzio / Ho Bisogno Di Te », sur Discogs (consulté le 19 novembre 2024).
20. 1 2  (en) « Nini Rosso – Il Silenzio / Via Caracciolo », sur Discogs (consulté le 19 novembre 2024).
21. 1 2  (en) « Nini Rosso – Il Silenzio (Abschiedsmelodie) / Der Clown », sur Discogs (consulté le 19 novembre 2024).
22. ↑  (en) « Nini Rosso – Il Silenzio », sur Discogs (consulté le 19 novembre 2024).
23. 1 2 3 4 5 6  (ch) « Nini Rosso – Il silenzio – Abschiedsmelodie » (consulté le 19 novembre 2024).
24. ↑  (it) « Top Annuale Singoli 1965 », sur Hit Parade Italia (consulté le 19 novembre 2024).
25. ↑  (en) « Il Silenzio by Nini Rosso », sur Official Charts Company (consulté le 19 novembre 2024).

### Annotations
1. ↑  Œuvre pour hautbois, harpe et cordes frottées, composée par Roberto Lupi (it) en 1946 à Florence.
2. ↑  Publié hors d'Italie.